# Thrangalia diaboliella
Thrangalia diaboliella är en skalbaggsart som beskrevs av Holzschuh 1995. Thrangalia diaboliella ingår i släktet Thrangalia och familjen långhorningar. Inga underarter finns listade i Catalogue of Life.